# クラエス＝イングヴァール・ラーゲルクヴィスト
クラエス＝イングヴァール・ラーゲルクヴィスト（Claes-Ingvar Lagerkvist、1944年 - ）はスウェーデンの天文学者、ウプサラ大学の天文学教授。ウプサラ天文台で働いている。
小惑星の形と自転の特性の研究で知られている。周期彗星P/1996 R2ラーゲルクヴィスト彗星、(308P)ラーゲルクヴィスト・カルゼンティ彗星を発見した。ただし前者は再発見されていないため、正式な番号はまだ与えられていない。
また、トロヤ群の小惑星(37732) 1996 TY68を含む多くの小惑星も発見している（2021年現在146個）。1983年にエドワード・ボーエルが発見した(2875)ラーゲルクヴィストは彼の名前にちなんで名づけられた。